# Liste des lignes de bus de Québec
Le réseau d'autobus du Réseau de transport de la capitale (RTC) couvre l'ensemble du territoire de la ville de Québec et son agglomération. Une première ligne de transport collectif à Québec est créée en 1864 lorsqu'un groupe de citoyens décide de doter Québec d'un service de carrosses à traction hippomobile, mais ce n'est qu'en 1938 que les premiers autobus font leur apparition. La Commission des transports de la communauté urbaine de Québec (CTCUQ), devenue STCUQ puis RTC, naît de l'expropriation de compagnies privées non rentables et entre en opération en 1970. De nouveaux services sont ajoutés dans les années 1970 et 1980 avec l'acquisition graduelle des sociétés privées de transport de l'agglomération.

## Le réseau
Le réseau, long de 870 kilomètres, compte 1 048 abribus et 20 stations tempérées et 65,4 km de voies réservées.

## Types de parcours

### Parcours réguliers

Logo du service leBus

Les parcours réguliers (connus sous le service leBus, numérotés de 1 à 99) sont des parcours qui offrent généralement un service local sur une base quotidienne. Certains parcours desservant des zones industrielles ou des lieux d'emploi spécifiques sont en service uniquement les jours de semaine. D'autres parcours visant une clientèle étudiante sont abolis durant l'été.

#### Parcours à arrêts limités

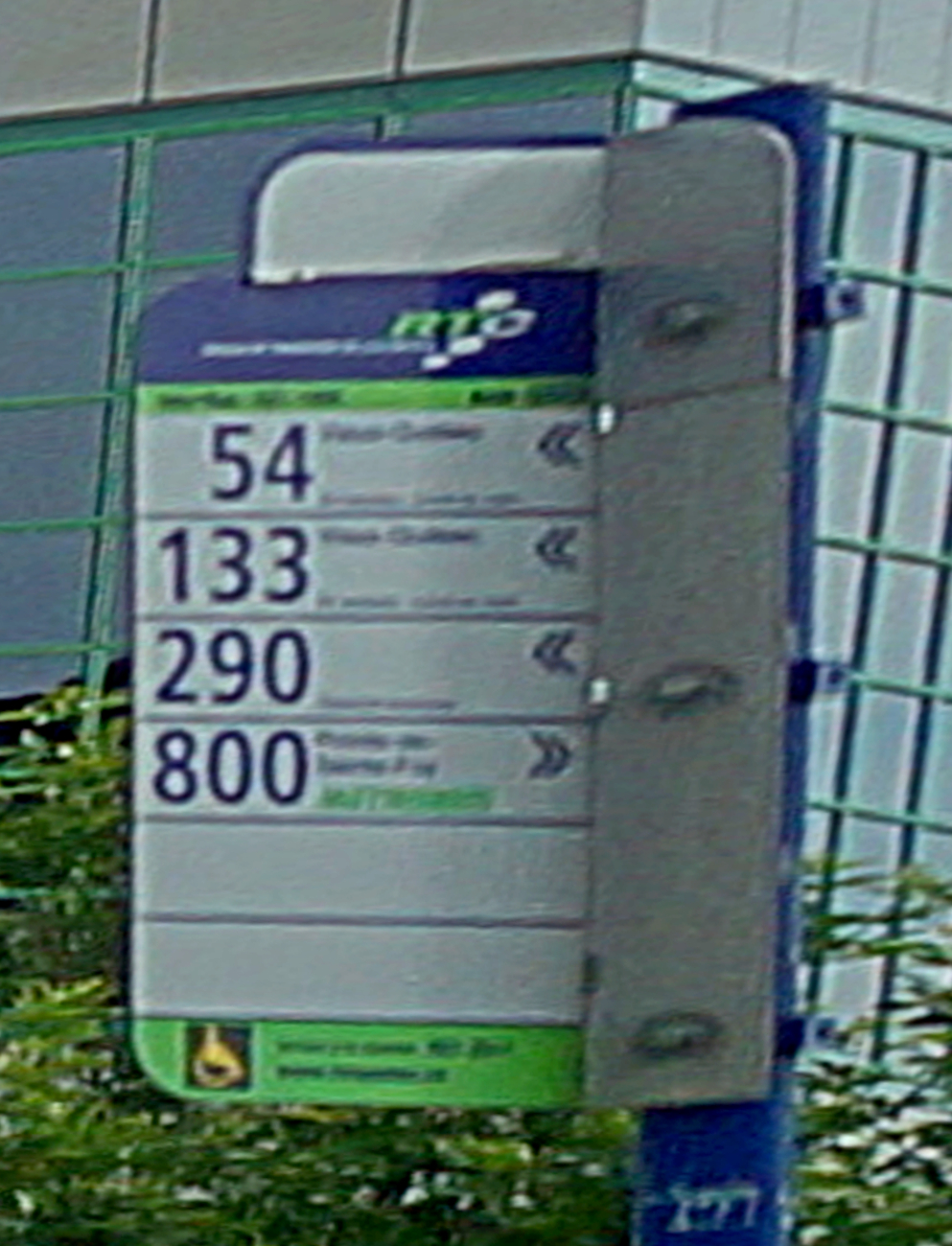
Panneau surmonté d'une languette indiquant un arrêt de PAL.

Les parcours à arrêts limités (PAL), numérotés de 100 à 199, sont en service seulement aux heures de pointe. Ces parcours ont un fonctionnement analogue aux parcours réguliers, à l'exception du nombre d'arrêts, lequel est réduit pour augmenter l'efficacité du circuit. Ils se distinguent des parcours Express par les montées et descentes qui ne sont pas régies selon le sens du parcours.
Introduits en 1976 à l'issue d'une longue grève, les « parcours à vitesse accélérée » (parfois appelés « semi-express »,) visaient à regagner une clientèle aux habitudes changeantes. Un kangourou sur les panneaux permettaient à l'époque d'identifier les arrêts peu nombreux entre le Collège des Compagnons et la place d'Youville, tandis que les véhicules étaient identifiés par des clignotants bleus dans la girouette.
Avec la nouvelle image de marque du RTC adoptée au milieu des années 2000, l'image du kangourou est délaissée au profit d'une languette blanche ajoutée au dessus des panneaux d'arrêts[réf. nécessaire].

### Parcours Express

Logo du service Express

Les parcours Express offrent un service orienté de la banlieue vers les pôles d'éducation et d'emplois. Ils sont en service du lundi au vendredi, la plupart seulement aux heures de pointe. Les parcours numérotés de 200 à 299 ont comme destination le centre-ville de Québec, tandis que les parcours numérotés de 300 à 399 se terminent soit au campus de l'université Laval, soit au cégep Garneau. Quant aux parcours numérotés de 500 à 599, ils permettent d'atteindre le boulevard Laurier, au centre de Sainte-Foy.
L'idée de parcours reliant les banlieues aux centres via les autoroutes est évoquée de façon répétée dès la création de la CTCUQ,,,,. Un projet pilote est démarré en 1977 lors de l'instauration de deux circuits reliant la Colline Parlementaire avec Loretteville et Courville. Le « Réseau Rapide » (en y incluant les PVA) couvrant l'ensemble du territoire voit finalement le jour en 1980,. Un service d'express inter-terminus est lancé en 1988. Le réseau Express est bonifié lors de la refonte de 1992 par l'ajout de 21 parcours,.
Le réseau Express à destination de Sainte-Foy est refondu de nouveau 21 ans plus tard. Les parcours 300, autrefois destinés au grand Sainte-Foy, sont alors assignés à la desserte des campus gouvernementaux, collégiaux et universitaire, tandis que la desserte du boulevard Laurier est assurée par les nouveaux parcours 500.

### Parcours Métrobus

Logo du service Métrobus

Les parcours « Métrobus » (lignes 800) sont les services à service à fréquence élevée, soit à intervalles de 5 à 15 minutes, reliant les principaux pôles d'activité de la ville. Ils sont desservis par des autobus articulés, à l'exception du parcours 803, et ne s'arrêtent qu'aux stations désignées et aménagées à cette fin. Les parcours Métrobus circulent souvent sur des voies réservées.
Les parcours Métrobus sont introduits en 1992, lors d'une réforme qualifiée de « relance du siècle » pour le transporteur.

Logo du service Couche-tard

### Parcours Couche-tard
Le service « Couche-tard » (lignes 900) assure une offre de départs en fin de soirée et en début de nuit les vendredis et samedis. Ces parcours sont également en service la nuit du 23 au 24 juin, lors de la Fête nationale du Québec et au réveillon de la Saint-Sylvestre. En règle générale, les parcours Couche-tard imitent plus ou moins exactement le parcours de leur contrepartie diurne de qui ils reprennent le numéro séquentiel.
Les parcours Couche-tard sont créés en 1992. La numérotation spécifique aux parcours Couche-tard est introduite en 2013.

### Types de parcours abolis

#### Circuits touristiques
En 1976, en collaboration avec l'opérateur de tours Gray Line, des circuits touristiques avec véhicules spécifiquement affectés à ces parcours sont offerts. La STCUQ met fin au partenariat déficitaire en 1994.

#### Écolobus
Introduit en 2008, le parcours Écolobus offrait une desserte haute fréquence du Vieux-Québec. Les véhicules utilisés étaient des microbus à propulsion électrique. Le service est remplacé par des autobus pleine grandeur à propulsion diésel en 2015, à la suite de problèmes de fiabilité du matériel.

#### Express Nordiques
Sept parcours reliant la plupart des secteurs de la Communauté urbaine de Québec au Colisée Pepsi sont implantés lorsque les Nordiques de Québec passent à la Ligue nationale de hockey en 1979[réf. nécessaire]. Le nombre de parcours passe de sept à onze dès la seconde saison d'opération, en concomitance avec l'ajout de 5000 places au domicile de l'équipe. Le réseau atteint son apogée avec 18 navettes en opération pour la saison 1981-1982. Si un tarif et un billet spéciaux sont longtemps exigés,,, les droits de passage et correspondances sont harmonisés pour la saison 1991-1992. Les parcours sont d'abord identifiés par leurs destinations, puis numérotés 1 à 16 pour finalement se faire attribuer une séquence qui leur est propre, soit 601 à 616. Le service devient caduc au départ des Nordiques pour Denver en 1995.

#### Maxibus
Sorte de covoiturage à grande échelle, les parcours Maxibus promettent un transport direct entre un secteur résidentiel et un pôle d'emploi précis, avec des places assises assurées en échange d'un surcoût. Un nombre minimal de 20 à 40 abonnés est nécessaire pour assurer le service,. Introduit en 1990, le premier parcours Maxibus relie le terminus Belvédère et le campus du ministère de l'Énergie et des Ressources naturelles à Charlesbourg. Le campus de Revenu Québec dans Pointe-de-Sainte-Foy était également visé par un projet de Maxibus. Avant l'élaboration du réseau de Métrobus, la direction du transporteur fonde beaucoup d'espoirs dans ces navettes. Les Maxibus ne survivent toutefois pas à la refonte du réseau de 1992[réf. nécessaire].

#### Rapibus
Un service de parcours Express coordonné existe brièvement, reliant les terminus des Saules, de Beauport et de Charlesbourg aux centres-villes de Québec et Sainte-Foy. Introduit en 1988, le service « Rapibus » est identifié par un lièvre à la course, et le suffixe « R » est ajouté aux numéros de parcours 230, 250, 280 et 390,. Le service est opéré hors-pointe, du lundi au samedi. Bien que le service soit aboli lors de la refonte du réseau de 1992, les anciens parcours Rapibus désormais intégrés au réseau Express conservent quelques départs hors-pointe.

#### Skibus
À partir de 1971, la CTCUQ dessert les destinations skiables de Lac-Beauport, du mont Sainte-Anne et de Stoneham en saison. Un flocon intégré au logo du transporteur sur les panneaux permettent à l'époque d'identifier les arrêts peu nombreux, tandis que les véhicules sont identifiés par des drapeaux rouge arborant le logo de skibus. Un tarif spécial est exigé. Un service de soir est parfois offert. Les parcours sont d'abord identifiés par leurs destinations, puis numérotés 1 à 4 pour finalement se faire attribuer une séquence qui leur est propre, soit 701, 702 et 703. Une desserte de nouveaux terminus s'est ajoutée au fil des ans. Déficitaires, Le Relais et le mont Saint-Castin décident de se retirer du partenariat en 1993, et le surcoût engendré aura raison du service en 1994.

## Liste des lignes en service
Le RTC exploite actuellement 170 parcours, dont 134 lignes régulières, dont la numérotation varie selon la famille de services.
| Numéro de parcours | Type        | Origine                                   | Destination                                    | Desserte                      | Horaire                 |
| ------------------ | ----------- | ----------------------------------------- | ---------------------------------------------- | ----------------------------- | ----------------------- |
| 1                  | LeBus       | Gare fluviale ou Cap-Blanc                | Station Belvédère                              | Linéaire                      | Quotidien               |
| 3                  | LeBus       | 41e Rue Est/Jean-Talon Ouest              | Grand Théâtre                                  | Linéaire                      | Quotidien               |
| 4                  | LeBus       | Maizerets                                 | Place Jacques-Cartier                          | Linéaire                      | Quotidien               |
| 9                  | LeBus       | Parc Colbert Est                          | Place Jacques-Cartier                          | Linéaire                      | Heures de pointe        |
| 11                 | LeBus       | Gare fluviale                             | Pointe-de-Sainte-Foy                           | Linéaire                      | Quotidien               |
| 13                 | LeBus       | Terminus Pie-XII                          | Sainte-Foy Centre                              | Radiale                       | Quotidien               |
| 14                 | LeBus       | Cap-Rouge                                 | Pointe-de-Sainte-Foy                           | Linéaire                      | Quotidien               |
| 15                 | LeBus       | Cap-Rouge                                 | Pointe-de-Sainte-Foy                           | Linéaire                      | Quotidien               |
| 16                 | LeBus       | Sillery                                   | Sainte-Foy Centre                              | Radiale                       | Quotidien               |
| 18                 | LeBus       | Gare du Palais                            | Université Laval                               | Linéaire                      | Quotidien               |
| 19                 | LeBus       | Limoilou                                  | Grand Théâtre                                  | Linéaire                      | Quotidien               |
| 22                 | LeBus       | Terminus Les Saules                       | Sainte-Foy Centre                              | Linéaire                      | Heures de pointe        |
| 25                 | LeBus       | Pointe-de-Sainte-Foy                      | Place D'Youville ou Gare du Palais             | Linéaire                      | Quotidien               |
| 28                 | LeBus       | 51e Rue Est                               | Colline Parlementaire                          | Linéaire                      | Quotidien               |
| 29                 | LeBus       | Parc Colbert Ouest                        | Place Jacques-Cartier                          | Linéaire                      | Heures de pointe        |
| 31                 | LeBus       | Lac-Saint-Charles                         | Terminus de la Faune                           | Radiale Linéaire              | Quotidien               |
| 32                 | LeBus       | Lac-Clément                               | Terminus de la Faune                           | Linéaire                      | En semaine              |
| 33                 | LeBus       | Parc industriel Charlesbourg              | Terminus de la Faune                           | Linéaire                      | Heures de pointe        |
| 34                 | LeBus       | Des Laurentides                           | Terminus de la Faune                           | Linéaire                      | Quotidien               |
| 36                 | LeBus       | Station des Roses                         | Place Jacques-Cartier                          | Linéaire                      | Quotidien               |
| 39                 | LeBus       | Terminus de la Faune                      | 41e Rue Est                                    | Linéaire                      | Quotidien               |
| 51                 | LeBus       | Parc-O-Bus Sainte-Anne                    | Terminus Beauport                              | Linéaire                      | Quotidien               |
| 52                 | LeBus       | Maizerets                                 | Terminus Charlesbourg                          | Linéaire                      | Quotidien               |
| 53                 | LeBus       | Courville                                 | Terminus Beauport                              | Linéaire                      | Quotidien               |
| 54                 | LeBus       | Sainte-Thérèse-de-Lisieux                 | Cégep Limoilou ou Vieux-Québec                 | Linéaire                      | Quotidien               |
| 55                 | LeBus       | Sainte-Thérèse-de-Lisieux                 | Terminus Beauport                              | Linéaire                      | Quotidien               |
| 56                 | LeBus       | Parc industriel de Beauport               | Terminus Beauport                              | Linéaire                      | Heures de pointe        |
| 57                 | LeBus       | Sainte-Thérèse-de-Lisieux                 | Terminus Beauport                              | Linéaire                      | Quotidien               |
| 58                 | LeBus       | Sainte-Thérèse-de-Lisieux                 | Terminus Beauport                              | Linéaire                      | Quotidien               |
| 59                 | LeBus       | Terminus Chute-Montmorency                | Terminus Charlesbourg                          | Linéaire                      | Quotidien               |
| 61                 | LeBus       | Lebourgneuf                               | Maizerets                                      | Linéaire                      | Quotidien               |
| 64                 | LeBus       | Lebourgneuf                               | Place Jacques-Cartier                          | Linéaire                      | Quotidien               |
| 65                 | LeBus       | Vanier ou Lebourgneuf                     | Place Jacques-Cartier ou Colline Parlementaire | Linéaire                      | Heures de pointe        |
| 70                 | LeBus       | Val-Bélair                                | Sainte-Foy Centre                              | Linéaire                      | Quotidien               |
| 72                 | LeBus       | Terminus Charlesbourg                     | Loretteville                                   | Linéaire                      | Quotidien               |
| 74                 | LeBus       | Val-Bélair                                | Place Jacques-Cartier                          | Linéaire                      | Quotidien               |
| 75                 | LeBus       | Val-Bélair                                | Sainte-Foy Centre                              | Linéaire                      | Quotidien               |
| 76                 | LeBus       | Gare de train de Sainte-Foy               | Aéroport                                       | Linéaire                      | Quotidien               |
| 77                 | LeBus       | Val-Bélair                                | Terminus Les Saules                            | Linéaire                      | Quotidien               |
| 79                 | LeBus       | Chauveau                                  | Terminus Les Saules ou Station Belvédère       | Linéaire                      | Quotidien               |
| 80                 | LeBus       | Aéroport                                  | Place Jacques-Cartier                          | Linéaire                      | Quotidien               |
| 81                 | LeBus       | Terminus de la Faune                      | Terminus Les Saules                            | Linéaire                      | Quotidien               |
| 82                 | LeBus       | Lac-Saint-Charles                         | Place Jacques-Cartier                          | Linéaire                      | Quotidien               |
| 84                 | LeBus       | Val-Bélair                                | Place Jacques-Cartier                          | Linéaire                      | Quotidien               |
| 85                 | LeBus       | Lebourgneuf                               | Place Jacques-Cartier                          | Linéaire                      | Heures de Pointe        |
| 86                 | LeBus       | Terminus Les Saules                       | Place Jacques-Cartier                          | Linéaire                      | Quotidien               |
| 88                 | LeBus       | Terminus Les Saules                       | Sainte-Foy Centre                              | Linéaire                      | Heures de pointe        |
| 90                 |             |                                           |                                                |                               |                         |
| 91                 |             |                                           |                                                |                               |                         |
| 92                 | LeBus       | Saint-Augustin                            | Cégep Garneau                                  | Linéaire                      | Quotidien               |
| 92A                | LeBus       | Terminus Charlesbourg                     | Campus Notre-Dame-de-Foy                       | Montées et descentes limitées | Heures de pointe        |
| 93                 | LeBus       | Champigny                                 | Sainte-Foy Centre ou Cégep Garneau             | Linéaire                      | Quotidien               |
| 94                 | LeBus       | Saint-Augustin                            | Cégep Garneau                                  | Linéaire                      | Quotidien               |
| 96                 |             |                                           |                                                |                               |                         |
| 107                | LeBus       | Pointe-de-Sainte-Foy                      | Gare du Palais                                 | Arrêts limités                | Heures de pointe        |
| 133                | LeBus       | Terminus de la Faune                      | Vieux-Québec                                   | Arrêts limités                | Heures de pointe        |
| 136                | LeBus       | Montagne-des-Roches                       | Colline Parlementaire                          | Arrêts limités                | Heures de pointe        |
| 185                | LeBus       | Neufchâtel                                | Station Belvédère ou Sainte-Foy Centre         | Arrêts limités                | Heures de pointe        |
| 214                | Express     | Cap-Rouge                                 | Gare du Palais                                 | Montées et descentes limitées | Heures de pointe        |
| 215                | Express     | Cap-Rouge                                 | Gare du Palais                                 | Montées et descentes limitées | Heures de pointe        |
| 230                | Express     | Terminus de la Faune                      | Colline Parlementaire                          | Montées et descentes limitées | Heures de pointe        |
| 236                | Express     | Station des Roses                         | Colline Parlementaire                          | Montées et descentes limitées | Heures de pointe        |
| 238                | Express     | Guillaume-Mathieu                         | Colline Parlementaire                          | Montées et descentes limitées | Heures de pointe        |
| 239                | Express     | Terminus de la Faune                      | Colline Parlementaire                          | Montées et descentes limitées | Heures de pointe        |
| 250                | Express     | Terminus Chute-Montmorency                | Colline Parlementaire                          | Montées et descentes limitées | Heures de pointe        |
| 251                | Express     | Parc-O-Bus Sainte-Anne                    | Colline Parlementaire                          | Montées et descentes limitées | Heures de pointe        |
| 253                | Express     | Courville                                 | Colline Parlementaire                          | Montées et descentes limitées | Heures de pointe        |
| 254                | Express     | Sainte-Thérèse-de-Lisieux                 | Colline Parlementaire                          | Montées et descentes limitées | Heures de pointe        |
| 255                | Express     | Sainte-Thérèse-de-Lisieux                 | Colline Parlementaire                          | Montées et descentes limitées | Heures de pointe        |
| 257                | Express     | Sainte-Thérèse-de-Lisieux                 | Colline Parlementaire                          | Montées et descentes limitées | Heures de pointe        |
| 258                | Express     | Sainte-Thérèse-de-Lisieux                 | Colline Parlementaire                          | Montées et descentes limitées | Heures de pointe        |
| 270                |             |                                           |                                                |                               |                         |
| 272                | Express     | Loretteville                              | Colline Parlementaire                          | Montées et descentes limitées | Heures de pointe        |
| 273                | Express     | Loretteville Sud                          | Colline Parlementaire                          | Montées et descentes limitées | Heures de pointe        |
| 274                | Express     | Neufchâtel                                | Colline Parlementaire                          | Montées et descentes limitées | Heures de pointe        |
| 277                | Express     | Val-Bélair                                | Colline Parlementaire                          | Montées et descentes limitées | Heures de pointe        |
| 279                | Express     | L'Ancienne Lorette                        | Colline Parlementaire                          | Montées et descentes limitées | Heures de pointe        |
| 280                | Express     | Terminus Les Saules ou L'Ancienne Lorette | Place Jacques-Cartier ou Colline Parlementaire | Montées et descentes limitées | Heures de pointe        |
| 281                | Express     | Neufchâtel                                | Colline Parlementaire                          | Montées et descentes limitées | Heures de pointe        |
| 282                | Express     | Lac-Saint-Charles                         | Colline Parlementaire                          | Montées et descentes limitées | Heures de pointe        |
| 283                | Express     | Champigny                                 | Gare du Palais                                 | Montées et descentes limitées | Heures de pointe        |
| 284                | Express     | Loretteville                              | Colline Parlementaire                          | Montées et descentes limitées | Heures de pointe        |
| 289                | Express     | Saint-Émile                               | Colline Parlementaire                          | Montées et descentes limitées | Heures de pointe        |
| 290                | Express     | Loretteville                              | Vieux-Québec                                   | Montées et descentes limitées | Heures de pointe        |
| 291                |             |                                           |                                                |                               |                         |
| 292                | Express     | Saint-Augustin                            | Place Jacques-Cartier                          | Montées et descentes limitées | Heures de pointe        |
| 294                | Express     | Saint-Augustin                            | Place Jacques-Cartier                          | Montées et descentes limitées | Heures de pointe        |
| 315                | Express     | Cap-Rouge                                 | Université Laval ou Cégep Garneau              | Montées et descentes limitées | Heures de pointe        |
| 330                | Express     | Terminus Charlesbourg                     | Université Laval ou Cégep Garneau              | Montées et descentes limitées | En semaine              |
| 332                | Express     | Saint-Rodrigue ou Lebourgneuf             | Sainte-Foy Centre                              | Montées et descentes limitées | Heures de pointe        |
| 336                | Express     | Station des Roses                         | Université Laval ou Cégep Garneau              | Montées et descentes limitées | Heures de pointe        |
| 337                | Express     | Terminus de la Faune                      | Université Laval ou Cégep Garneau              | Montées et descentes limitées | Heures de pointe        |
| 338                | Express     | Montagne-des-Roches                       | Université Laval ou Cégep Garneau              | Montées et descentes limitées | Heures de pointe        |
| 344                | Express     | Sainte-Thérèse-de-Lisieux                 | Université Laval ou Cégep Garneau              | Montées et descentes limitées | Heures de pointe        |
| 350                | Express     | Terminus Chute-Montmorency                | Université Laval ou Cégep Garneau              | Montées et descentes limitées | Heures de pointe        |
| 354                | Express     | Sainte-Thérèse-de-Lisieux                 | Pointe-de-Sainte-Foy                           | Montées et descentes limitées | Heures de pointe        |
| 355                | Express     | Sainte-Thérèse-de-Lisieux                 | Université Laval ou Cégep Garneau              | Montées et descentes limitées | Heures de pointe        |
| 358                | Express     | Sainte-Thérèse-de-Lisieux                 | Université Laval ou Cégep Garneau              | Montées et descentes limitées | Heures de pointe        |
| 370                |             |                                           |                                                |                               |                         |
| 372                | Express     | Lac-Saint-Charles                         | Université Laval ou Cégep Garneau              | Montées et descentes limitées | En semaine              |
| 374                | Express     | Neufchâtel                                | Université Laval ou Cégep Garneau              | Montées et descentes limitées | En semaine              |
| 377                | Express     | Val-Bélair                                | Université Laval ou Cégep Garneau              | Montées et descentes limitées | En semaine              |
| 380                | Express     | L'Ancienne-Lorette                        | Université Laval ou Cégep Garneau              | Montées et descentes limitées | Heures de pointe        |
| 381                | Express     | Neufchâtel                                | Université Laval ou Cégep Garneau              | Montées et descentes limitées | En semaine              |
| 382                | Express     | Neufchâtel                                | Université Laval ou Cégep Garneau              | Montées et descentes limitées | En semaine              |
| 384                | Express     | Loretteville                              | Université Laval ou Cégep Garneau              | Montées et descentes limitées | En semaine              |
| 391                | Express     | Terminus Les Saules                       | Pointe-de-Sainte-Foy                           | Montées et descentes limitées | Heures de pointe        |
| 400                | Spécial     | Terminus Gare-du-Palais                   | Sainte-Foy Centre                              | Navette                       | Occasionnel             |
| 405                | Spécial     | Colline parlementaire                     | Centre Vidéotron                               | Navette                       | Occasionnel             |
| 410                | Spécial     | Lebourgneuf                               | Centre Vidéotron                               | Navette                       | Occasionnel             |
| 420                | Spécial     | Sainte-Foy Centre                         | Colline Parlementaire                          | Navette                       | Occasionnel             |
| 430                | Spécial     | 41e Rue Est                               | Centre Vidéotron                               | Navette                       | Occasionnel             |
| 450                | Spécial     | Parc-O-Bus D'Estimauville                 | Centre Vidéotron                               | Navette                       | Occasionnel             |
| 530                | Express     | Station des Roses                         | Sainte-Foy Centre                              | Montées et descentes limitées | Heures de pointe        |
| 536                | Express     | Bourg-Royal                               | Sainte-Foy Centre                              | Montées et descentes limitées | Heures de pointe        |
| 537                | Express     | Terminus de la Faune                      | Sainte-Foy Centre                              | Montées et descentes limitées | Heures de pointe        |
| 538                | Express     | Bourg-Royal                               | Sainte-Foy Centre                              | Montées et descentes limitées | Heures de pointe        |
| 550                | Express     | Terminus Chute-Montmorency                | Sainte-Foy Centre                              | Montées et descentes limitées | Heures de pointe        |
| 554                | Express     | Sainte-Thérèse-de-Lisieux                 | Sainte-Foy Centre                              | Montées et descentes limitées | Heures de pointe        |
| 555                | Express     | Sainte-Thérèse-de-Lisieux                 | Sainte-Foy Centre                              | Montées et descentes limitées | Heures de pointe        |
| 558                | Express     | Sainte-Thérèse-de-Lisieux                 | Sainte-Foy Centre                              | Montées et descentes limitées | Heures de pointe        |
| 570                |             |                                           |                                                |                               |                         |
| 572                | Express     | Lac-Saint-Charles                         | Sainte-Foy Centre                              | Montées et descentes limitées | Heures de pointe        |
| 574                | Express     | Neufchâtel                                | Sainte-Foy Centre                              | Montées et descentes limitées | Heures de pointe        |
| 577                | Express     | Val-Bélair                                | Sainte-Foy Centre                              | Montées et descentes limitées | Heures de pointe        |
| 580                | Express     | L'Ancienne-Lorette                        | Sainte-Foy Centre                              | Montées et descentes limitées | Heures de pointe        |
| 581                | Express     | Lebourgneuf ou Neufchâtel                 | Sainte-Foy Centre                              | Montées et descentes limitées | Heures de pointe        |
| 582                | Express     | Lebourgneuf ou Saint-Émile                | Sainte-Foy Centre                              | Montées et descentes limitées | Heures de pointe        |
| 584                | Express     | Loretteville                              | Sainte-Foy Centre                              | Montées et descentes limitées | Heures de pointe        |
| 630                | Express     | Terminus de la Faune                      | Pointe-de-Sainte-Foy                           | Montées et descentes limitées | Heures de pointe        |
| 650                | Express     | Terminus Beauport                         | Pointe-de-Sainte-Foy                           | Montées et descentes limitées | Heures de pointe        |
| 690                | Express     | Terminus Charlesbourg                     | Parc industriel François-Leclerc               | Montées et descentes limitées | Heures de pointe        |
| 800                | Métrobus    | Terminus Chute Montmorency                | Pointe-de-Sainte-Foy                           | Arrêts limités                | Quotidien               |
| 801                | Métrobus    | Terminus de la Faune                      | Pointe-de-Sainte-Foy                           | Arrêts limités                | Quotidien               |
| 802                | Métrobus    | Terminus Beauport                         | Station Belvédère                              | Arrêts limités                | Quotidien               |
| 803                | Métrobus    | Terminus Beauport                         | Terminus Les Saules                            | Arrêts limités                | Quotidien               |
| 804                | Métrobus    | Loretteville                              | Sainte-Foy Centre                              | Arrêts limités                | Quotidien               |
| 807                | Métrobus    | Place d'Youville                          | Pointe-de-Sainte-Foy                           | Arrêts limités                | Quotidien               |
| 904                | Couche-tard | Place d'Youville                          | Loretteville                                   | Linéaire                      | Nuits de fin de semaine |
| 907                | Couche-tard | Place d'Youville                          | Pointe-de-Sainte-Foy                           | Linéaire                      | Nuits de fin de semaine |
| 915                | Couche-tard | Place d'Youville                          | Cap-Rouge                                      | Linéaire                      | Nuits de fin de semaine |
| 925                | Couche-tard | Place d'Youville                          | Pointe-de-Sainte-Foy                           | Linéaire                      | Nuits de fin de semaine |
| 931                | Couche-tard | Place d'Youville                          | Lac-Saint-Charles                              | Linéaire                      | Nuits de fin de semaine |
| 936                | Couche-tard | Place d'Youville                          | Station des Roses                              | Linéaire                      | Nuits de fin de semaine |
| 950                | Couche-tard | Place d'Youville                          | Terminus Chute-Montmorency                     | Linéaire                      | Nuits de fin de semaine |
| 954                | Couche-tard | Place d'Youville                          | Sainte-Thérèse-de-Lisieux                      | Linéaire                      | Nuits de fin de semaine |
| 972                | Couche-tard | Place d'Youville                          | Val-Bélair                                     | Linéaire                      | Nuits de fin de semaine |
| 980                | Couche-tard | Place d'Youville                          | L'Ancienne-Lorette                             | Linéaire                      | Nuits de fin de semaine |
| 982                | Couche-tard | Place d'Youville                          | Lac-Saint-Charles                              | Linéaire                      | Nuits de fin de semaine |
| 984                | Couche-tard | Place d'Youville                          | Loretteville                                   | Linéaire                      | Nuits de fin de semaine |
| 991                |             |                                           |                                                |                               |                         |
| 992                | Couche-tard | Place d'Youville                          | Saint-Augustin                                 | Linéaire                      | Nuits de fin de semaine |

### Liste des dessertes par taxibus
Le RTC offre une desserte par taxibus pour 12 secteurs avec éloignés des arrêts d'autobus.
Proposés en 1983 pour desservir l'aéroport, les taxibus sont plutôt expérimentés dans les secteurs à faible densité des quartiers Champigny, à Sainte-Foy, et Saint-Jean-Baptiste, à L'Ancienne-Lorette, en 1985,. Les dessertes par taxi collectif se multiplient en 1992, alors que les lignes de bus sont tronquées et les véhicules sont réaffectés au réseau refondu.
| Lignes collectrices  | Secteur desservi                                                   | Horaire                           |
| -------------------- | ------------------------------------------------------------------ | --------------------------------- |
| 31                   | Lac-Saint-Charles Nord du chemin de la Grande-Ligne                | Quotidien                         |
| 74, 75               | Val-Bélair Secteur Sainte-Geneviève                                | Quotidien                         |
| 70, 77 277, 377, 577 | Val-Bélair Secteur de l'Aéroport/de la Montagne Ouest              | Quotidien                         |
| 84 284, 384, 584 972 | Loretteville Boulevard Valcartier                                  | Quotidien Nuits de fin de semaine |
| 80 280, 380, 580 980 | Laurentien Secteur Notre-Dame / Sainte-Anne                        | Quotidien Nuits de fin de semaine |
| 93 283               | Laurentien Secteur Saint-Ange / Saint-Denis et Saint-Augustin Nord | Quotidien                         |
| 82 282, 372, 572 982 | Lac-Saint-Charles Secteur des Eaux-Fraîches                        | Quotidien Nuits de fin de semaine |
| 94                   | Saint-Augustin Secteur Chemin du Lac                               | Quotidien                         |
| 94                   | Saint-Augustin Secteur Sud de la rue de l'Hêtrière                 | Quotidien                         |
| 92 292               | Saint-Augustin Secteur Nord, Sud et Ouest                          | Quotidien                         |

## Liste des parcours abolis
Le réseau du transporteur public connaît deux grandes refontes en 1980,, et 1992, lesquelles entraînent l'abolition, le remplacement ou la fusion d'un nombre appréciable de parcours. Deux séries de navettes seront abolies en 1994 et 1995 alors que les partenariats ne sont pas renouvelés.
| Numéro de parcours | Origine                                                                  | Destination                                | Desserte                      | Date d'abolition | Sort                                                       |
| ------------------ | ------------------------------------------------------------------------ | ------------------------------------------ | ----------------------------- | ---------------- | ---------------------------------------------------------- |
| 1X                 | Gare fluviale                                                            | Colline parlementaire                      | Linéaire                      | 2017             | Fusionné avec le 11                                        |
| 2                  | Notre-Dame-de-Pitié                                                      | Place d'Youville et Gare du Palais         | Linéaire                      | 1980             | Remplacé par le 18                                         |
| 3X                 | Sainte-Odile                                                             | 41e Rue Est                                | Radiale                       | 2017             | Fusionné avec le 3                                         |
| 5                  | Sainte-Odile                                                             | Place d'Youville ou Gare Fluviale          | Linéaire                      | 1992             | Aboli                                                      |
| 6                  | Terminus Beauport                                                        | Place Jacques-Cartier                      | Linéaire                      | 1992             | Fusionné avec le 53                                        |
| 7                  | Place Jacques-Cartier ou Vieux-Québec ou Place d'Youville                | Pointe-de-Sainte-Foy                       | Linéaire                      | 2016             | Remplacé par le 807                                        |
| 8                  | 41e Rue Est                                                              | Université Laval                           | Linéaire                      | 1992             | Remplacé par le 801                                        |
| 8X                 | Place Jacques-Cartier                                                    | Cégep Garneau                              | Linéaire                      | 1981             | Remplacé par le 28                                         |
| 10                 | Place Jacques-Cartier ou Gare fluviale ou Charest/Marie-de-L'Incarnation | Cégep Garneau ou Baie de Beauport          | Linéaire                      | 2016             | Remplacé par le 19                                         |
| 12                 | Terminus Beauport                                                        | Station Belvédère                          | Linéaire                      | 2008             | Remplacé par le 802                                        |
| 14                 |                                                                          |                                            |                               | 2025             |                                                            |
| 15                 |                                                                          |                                            |                               | 2025             |                                                            |
| 17                 | Parcs industriels Colbert et Champigny                                   | Sainte-Foy Centre                          | Linéaire                      |                  | Aboli                                                      |
| 19                 | Parc industriel Champigny                                                |                                            | Linéaire                      |                  | Aboli                                                      |
| 19                 | Quartier Laurentien                                                      | Place Jacques-Cartier                      | Linéaire                      | 1980             | Remplacé par le 79                                         |
| 20                 | Place d'Youville                                                         | Vieux-Québec                               | Radiale                       | 2008             | Remplacé par le 21                                         |
| 20                 | L'Ancienne-Lorette                                                       | Place Jacques-Cartier                      | Linéaire                      | 1980             | Remplacé par le 80                                         |
| 21                 | Manège militaire                                                         | Gare fluviale                              | Radiale                       | 2017             | Fusionné avec le 11                                        |
| 21                 | Château-d'Eau                                                            | Place Jacques-Cartier                      | Linéaire                      | 1980             | Remplacé par le 81                                         |
| 22                 | Lac-Saint-Charles                                                        | Place Jacques-Cartier                      | Linéaire                      | 1980             | Remplacé par le 82                                         |
| 23                 | Jouvence                                                                 | Place Jacques-Cartier                      | Linéaire                      | 1980             | Remplacé par le 83                                         |
| 24                 | Secteur Saint-Louis-de-France                                            | Université Laval                           | Linéaire                      |                  | Fusionné avec le 16                                        |
| 24                 | Neufchâtel                                                               | Place Jacques-Cartier                      | Linéaire                      | 1980             | Remplacé par le 84                                         |
| 25                 | Vanier                                                                   | Place Jacques-Cartier                      | Linéaire                      | 1980             | Remplacé par le 85                                         |
| 26                 | Centre administratif Hydro-Québec                                        | Place Jacques-Cartier                      | Linéaire                      | 1980             | Remplacé par le 86                                         |
| 27                 | Loretteville                                                             | Sainte-Foy Centre                          | Linéaire                      | 1980             | Remplacé par le 87                                         |
| 28                 | L'Ancienne-Lorette                                                       | Les Saules                                 | Linéaire                      | 1980             | Remplacé par le 88                                         |
| 28                 | Terminus Belvédère                                                       | Cégep Garneau                              | Linéaire                      |                  | Remplacé par le 10                                         |
| 29                 | Centre opérationnel CTCUQ                                                | Centre-ville de Québec                     | Linéaire                      | 1980             | Remplacé par le 89                                         |
| 30                 | Centre de détention de Québec ou Lac Clément ou Lac-Saint-Charles        | Colline Parlementaire                      | Linéaire                      | 1992             | Remplacé par le 801                                        |
| 31                 | Château-d'Eau ou Loretteville Nord                                       |                                            | Linéaire                      | 1980             | Remplacé par le 71                                         |
| 33                 | Loretteville Sud                                                         |                                            | Linéaire                      | 1980             | Remplacé par le 73                                         |
| 35                 | Gros-Pins                                                                | Colline Parlementaire                      | Linéaire                      |                  | Aboli                                                      |
| 37                 | Jean-Talon/Périgord                                                      | 41e Rue Est ou Colline Parlementaire       | Linéaire                      | 2017             | Fusionné avec le 3                                         |
| 38                 | Terminus Charlesbourg                                                    | 41e Rue Est                                | Linéaire                      | 2011             | Fusionné avec le 39                                        |
| 40                 | Vieux-Québec                                                             |                                            | Radiale                       | 1980             | Remplacé par le 20                                         |
| 44                 | Sainte-Thérèse-de-Lisieux                                                | Terminus Beauport                          | Linéaire                      | 2021             | Remplacé par le 54                                         |
| 50                 | Terminus Chute-Montmorency                                               | Terminus La Cimenterie                     | Linéaire                      | 2021             | Remplacé par le 53                                         |
| 51                 | Villeneuve                                                               | Terminus Beauport ou Place Jacques-Cartier | Linéaire                      |                  | Aboli                                                      |
| 56                 | Coubertin/Seigneuriale                                                   | Terminus Beauport                          | Linéaire                      |                  | Aboli                                                      |
| 60                 | Terminus Les Saules                                                      | Terminus Beauport                          | Linéaire                      | 2011             | Remplacé par le 803                                        |
| 71                 | Loretteville Nord                                                        |                                            | Linéaire                      |                  | Fusionné avec le 87                                        |
| 73                 | Loretteville Sud                                                         |                                            | Linéaire                      |                  | Remplacé par le 72                                         |
| 75                 |                                                                          |                                            |                               | 2025             |                                                            |
| 75                 | Parc industriel Vanier                                                   | Place Jacques-Cartier                      | Linéaire                      |                  | Fusionné avec le 85                                        |
| 77                 |                                                                          |                                            |                               | 2025             |                                                            |
| 78                 | Aéroport                                                                 | Terminus Les Saules                        | Linéaire                      | 2019             | Remplacé par le 80                                         |
| 83                 | Champigny                                                                | Place Jacques-Cartier                      | Linéaire                      |                  | Remplacé par le 93                                         |
| 87                 | Loretteville ou Terminus Irving/du Petit-Vallon                          | Sainte-Foy Centre                          | Linéaire                      | 2016             | Remplacé par le 804                                        |
| 88                 | L'Ancienne Lorette                                                       | Les Saules                                 | Linéaire                      |                  | Fusionné avec les 79 et 80                                 |
| 89                 | Terminus du Zoo                                                          | Loretteville                               | Linéaire                      | 2013             | Aboli                                                      |
| 89                 | Centre opérationnel CTCUQ                                                | Centre-ville de Québec                     | Linéaire                      |                  | Aboli                                                      |
| 90                 | Les Saules                                                               | Parc industriel Colbert                    | Linéaire                      |                  | Aboli                                                      |
| 90                 | Sainte-Foy Centre                                                        | Galeries de la Capitale                    | Montée et descentes limitées  |                  | Aboli                                                      |
| 95                 | Saint-Augustin                                                           | Cégep Garneau                              | Linéaire                      | 2019             | Remplacé par le 94[réf. nécessaire]                        |
| 100                | Pointe-de-Sainte-Foy                                                     | Place d'Youville                           | Arrêts limités                | 1992             | Remplacé par les 107, 800 et 801                           |
| 111                | Pointe-de-Sainte-Foy                                                     | Gare du Palais                             | Arrêts limités                | 2017             | Remplacé par le 11                                         |
| 125                | Pointe-de-Sainte-Foy                                                     | Gare du Palais                             | Arrêts limités                | 2019             | Aboli                                                      |
| 130                | Orsainville                                                              | Colline Parlementaire                      | Arrêts limités                |                  | Remplacé par le 230                                        |
| 138                | Charlesbourg                                                             | Colline Parlementaire                      | Arrêts limités                | 1992             | Remplacé par le 238                                        |
| 160                | Terminus Les Saules                                                      | 41e Rue Est                                | Arrêts limités                | 1991             | Aboli                                                      |
| 214                |                                                                          |                                            |                               | 2025             |                                                            |
| 215                |                                                                          |                                            |                               | 2025             |                                                            |
| 220                | L'Ancienne-Lorette                                                       | Colline Parlementaire                      | Montée et descentes limitées  | 1980             | Remplacé par le 280                                        |
| 233                | Loretteville                                                             | Colline Parlementaire                      | Montée et descentes limitées  | 1980             | Remplacé par le 273                                        |
| 231                | Charlesbourg                                                             | Pointe-de-Sainte-Foy                       | Montée et descentes limitées  | 1992             | Remplacé par le 331                                        |
| 260                | Terminus Beauport                                                        | Sainte-Foy Centre                          | Montée et descentes limitées  | 1992             | Remplacé par le 360                                        |
| 271                | Loretteville                                                             | Colline Parlementaire                      | Montée et descentes limitées  |                  | Aboli                                                      |
| 277                |                                                                          |                                            |                               | 2025             |                                                            |
| 287                | Loretteville                                                             | Colline Parlementaire                      | Montée et descentes limitées  |                  | Aboli                                                      |
| 294                | Saint-Augustin                                                           | Place Jacques-Cartier                      | Montée et descentes limitées  | 2019             | Remplacé par le 292[réf. nécessaire]                       |
| 295                | Saint-Augustin                                                           | Place Jacques-Cartier                      | Montée et descentes limitées  | 2019             | Remplacé par le 94[réf. nécessaire]                        |
| 300                | Les Saules                                                               | 41e Rue Est                                | Arrêts limités                |                  | Remplacé par le 160                                        |
| 315                |                                                                          |                                            |                               | 2025             |                                                            |
| 331                | Terminus de la Faune                                                     | Pointe-de-Sainte-Foy                       | Montées et descentes limitées | 2025             | Aboli                                                      |
| 360                | Terminus Beauport                                                        | Sainte-Foy Centre                          | Montée et descentes limitées  |                  | Remplacé par le 350                                        |
| 377                |                                                                          |                                            |                               | 2025             |                                                            |
| 390                | Terminus Les Saules                                                      | Sainte-Foy Centre                          | Montée et descentes limitées  | 2013             | Remplacé par le 580                                        |
| 391                | Terminus Les Saules                                                      | Pointe-de-Sainte-Foy                       | Montées et descentes limitées | 2025             | Aboli                                                      |
| 387                | Loretteville                                                             | Sainte-Foy Centre                          | Montée et descentes limitées  |                  | Fusionné avec le 381                                       |
| 401 à 406          |                                                                          | Centre des congrès de Québec               | Navette                       | 2005             | Caduc à la fin des Jeux mondiaux des policiers et pompiers |
| 500                | Parc-O-Bus Place Lebourgneuf                                             | Colline Parlementaire                      | Navette                       |                  | Aboli                                                      |
| 502                | Terminus Belvédère                                                       | Saint-Rodrigue                             | Navette                       |                  | Service « Maxibus » aboli                                  |
| 577                |                                                                          |                                            |                               | 2025             |                                                            |
| 601                | Val-Bélair                                                               | Colisée Pepsi                              | Navette                       | 1995             | Caduc au départ des Nordiques de Québec                    |
| 602                | Lac-Saint-Charles                                                        | Colisée Pepsi                              | Navette                       | 1995             | Caduc au départ des Nordiques de Québec                    |
| 603                | L'Ancienne-Lorette                                                       | Colisée Pepsi                              | Navette                       | 1995             | Caduc au départ des Nordiques de Québec                    |
| 604                | Loretteville                                                             | Colisée Pepsi                              | Navette                       | 1995             | Caduc au départ des Nordiques de Québec                    |
| 605                | Neufchâtel                                                               | Colisée Pepsi                              | Navette                       | 1995             | Caduc au départ des Nordiques de Québec                    |
| 606                | Saint-Émile                                                              | Colisée Pepsi                              | Navette                       | 1995             | Caduc au départ des Nordiques de Québec                    |
| 607                | Pointe-de-Sainte-Foy                                                     | Colisée Pepsi                              | Navette                       | 1995             | Caduc au départ des Nordiques de Québec                    |
| 608                | Sainte-Foy Sud                                                           | Colisée Pepsi                              | Navette                       | 1995             | Caduc au départ des Nordiques de Québec                    |
| 609                | Sainte-Foy Centre                                                        | Colisée Pepsi                              | Navette                       | 1995             | Caduc au départ des Nordiques de Québec                    |
| 610                | Sainte-Foy Ouest                                                         | Colisée Pepsi                              | Navette                       | 1995             | Caduc au départ des Nordiques de Québec                    |
| 611                | Sillery                                                                  | Colisée Pepsi                              | Navette                       | 1995             | Caduc au départ des Nordiques de Québec                    |
| 612                | Université Laval                                                         | Colisée Pepsi                              | Navette                       | 1995             | Caduc au départ des Nordiques de Québec                    |
| 613                | Cap-Rouge (Chaudière)                                                    | Colisée Pepsi                              | Navette                       | 1995             | Caduc au départ des Nordiques de Québec                    |
| 614                | Cap-Rouge (Promenade-des-Sœurs)                                          | Colisée Pepsi                              | Navette                       | 1995             | Caduc au départ des Nordiques de Québec                    |
| 615                | Boischatel                                                               | Colisée Pepsi                              | Navette                       | 1995             | Caduc au départ des Nordiques de Québec                    |
| 616                | Sainte-Thérèse-de-Lisieux                                                | Colisée Pepsi                              | Navette                       | 1995             | Caduc au départ des Nordiques de Québec                    |
| 701                | Cap-Rouge                                                                | Stoneham                                   | Navette                       | 1994             | Aboli                                                      |
| 702                | Sainte-Foy Centre                                                        | Mont Saint-Castin                          | Navette                       | 1993             | Aboli                                                      |
| 703                | Cap-Rouge                                                                | Mont Sainte-Anne                           | Navette                       | 1994             | Aboli                                                      |
| 915                |                                                                          |                                            |                               | 2025             |                                                            |
| Aéroport           | Aéroport Jean-Lesage                                                     | Hôtel Le Concorde                          | Navette                       | 1974             | Interdit par ordonnance de la Cour en 1974                 |